# Visakhapatnam
Visakhapatnam (Telugu: విశాఖపట్నం; auch Vishakhapatnam oder Vizag) ist eine Hafenstadt mit ca. 2,5 Millionen Einwohnern im indischen Bundesstaat Andhra Pradesh. Die Stadt Sitz ist eines römisch-katholischen Erzbischofs und eine der am schnellsten wachsenden Metropolen Indiens (Sonderwirtschaftszone).

## Lage und Klima
Die Stadt liegt an der Mündung des Gosthani River in den Golf von Bengalen. Die Millionenstadt Chennai (ehemals Madras) ist etwa 800 km (Fahrtstrecke) in südwestlicher Richtung entfernt. Das Klima ist meist schwülwarm; Regen (ca. 700 mm/Jahr) fällt hauptsächlich in den Monsunmonaten Juni bis Oktober.

## Bevölkerung
| Jahr      | 1991    | 2001      | 2011      | 2021  |
| Einwohner | 752.037 | 1.345.938 | 1.728.128 | k. A. |

Etwa 92 % der Einwohner sind Hindus und nur knapp 4 % sind Moslems; weitere 3 % sind Christen. Die Anteile von Männern und Frauen sind annähernd gleich hoch.

## Wirtschaft
Visakhapatnam profitiert maßgeblich von der Sonderwirtschaftszone und ist mit einer Eisenbahnstrecke an die 25 km südlich der Stadt liegende  Freihandelszone angebunden. Über die Stadt werden Rohstoffe wie Eisen oder Mangan exportiert, außerdem gibt es in der Stadt auch eine starke Industrie. Es gibt unter anderem ein Stahlwerk, eine Erdölraffinerie und weitere petrochemische Anlagen. Auch der Schiffsbau in den Werften der Stadt ist seit langem ein bedeutender Wirtschaftszweig in der Küstenstadt.

### Gasleck
Der Gasaustritt von Visakhapatnam war ein Betriebsunfall in einer Chemiefabrik (LG Polymers) in der Nähe von Visakhapatnam. Am frühen Morgen des 7. Mai 2020 trat giftiges Styrol-Gas aus und verbreitete sich im Umkreis von rund drei Kilometern in die benachbarten Dörfer. Am 8. Mai, 17.00 Uhr (UTC), betrug die Anzahl der Todesopfer 13 Personen, und insgesamt mehr als 1000 Menschen wurden geschädigt.

### Hafen
Der Hafen von Visakhapatnam ist ein bedeutender Wirtschaftsfaktor für die Region und einer der größten indiens. Der natürliche Hafen wurde in den letzten Jahren mehrfach ausgebaut, um mehrere große Schiffe gleichzeitig abfertigen zu können. Auch Schiffe der Panamax-Klasse können im Hafen Visakhapatnam anlegen. Der Hafen wird als Stützpunkt des östlichen Marinekommandos der indischen Streitkräfte auch militärisch genutzt. Der Hafen verfügt über ein 200 Kilometer langes Schienennetz, über das im Fiskaljahr 2009/2010 Güter mit einem Gesamtgewicht von 37,56 Millionen Tonnen transportiert wurden.

### Flughafen
Der Flughafen Visakhapatnam bietet zahlreiche nationale und internationale Verbindungen (z. B. nach Bangkok, Singapur oder Kuala Lumpur).

## Geschichte

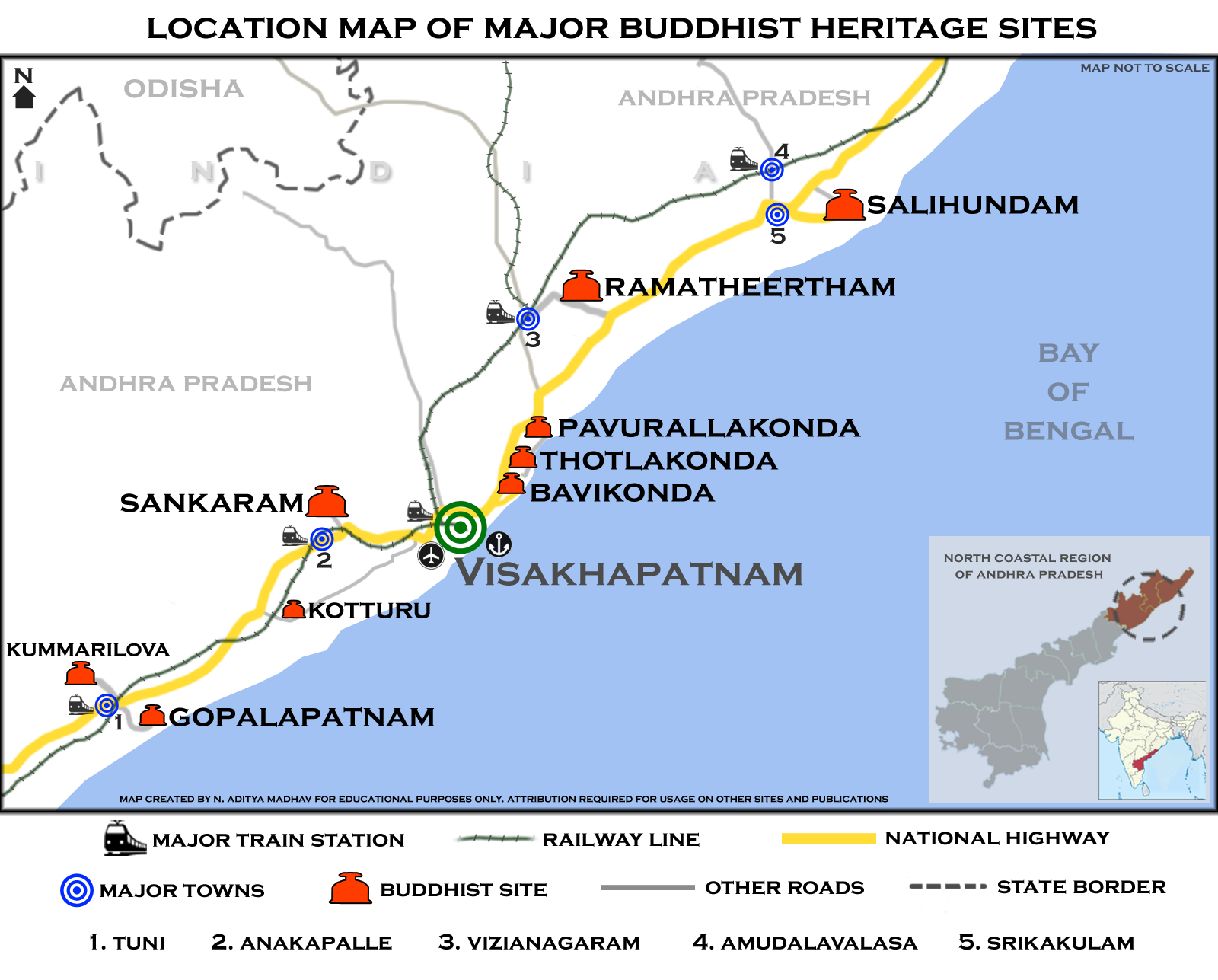
Buddhistische Sehenswürdigkeiten in Andhra Pradesh

Der Name der Stadt ist möglicherweise abgeleitet von der hinduistischen Gottheit Valor-Vishakha; eine umgekehrte Namensbeeinflussung ist jedoch ebenfalls möglich. Die Stadt war in vorchristlicher Zeit Teil des Teil Kalinga-Reiches, welches um 260 v. Chr. vom Maurya-Herrscher Ashoka erobert wurde. Später gehörte das Gebiet zum Reich der Könige von Vengi. Es folgten die Pallava-, Chola- und Ganga-Dynastien; archäologischen Zeugnissen zufolge scheint die Stadt selbst von König Kulothunga Chola I. gegründet worden zu sein. Im 15. Jahrhundert wurde sie Teil des Vijayanagar-Reiches; seit etwa 1800 stand sie etwa 150 Jahre lang unter britischer Herrschaft.

## Sehenswürdigkeiten
Die weitgehend neue und in hohem Maße kommerziell orientierte Stadt bietet keine kulturell oder historisch bedeutsamen Sehenswürdigkeiten. Im Umkreis von ca. 30 km befinden sich jedoch zahlreiche buddhistische Relikte (Höhlentempel, Stupas etc.) aus der Zeit zwischen dem 2. Jahrhundert v. Chr. und dem 9./10. Jahrhundert n. Chr.; die interessantesten sind vielleicht Bavikonda, Thotlakonda und Bojjannakonda.

## Kultur und Bildung
Mit der 1926 gegründeten Andhra University verfügt Visakhapatnam über eine bedeutende Hochschule. In der Stadt befindet sich auf Grund der Bedeutung der Stadt für Marine und Seefahrt ein U-Boot-Museum.

## Sport
In Visakhapatnam befindet sich mit dem ACA-VDCA Cricket Stadium ein Test-Cricket-Stadion. In der Stadt bestreitet die Indische Cricket-Nationalmannschaft regelmäßig Heimspiele gegen andere Nationalmannschaften. Im Indira Priyadarshini Stadium fanden unter anderem Spiele beim Cricket World Cup 1996 statt.

## Söhne und Töchter der Stadt
- François Liénard de la Mivoye (1782–1862), französisch-mauritischer Naturforscher, Ichthyologe, Zoologe und Seefahrer
- Mariadas Kagithapu MSFS (1936–2018), Erzbischof von Visakhapatnam
- Renuka Chowdhury (* 1954), Politikerin der Kongresspartei und ehemalige Ministerin für Frauen und Kinderentwicklung
- Komalee Prasad (* 1995), Schauspielerin
- Jyothi Yarraji (* 1999), Hürdenläuferin

## Belege
1. ↑  Viskhapatnam – Karte + Fakten
2. ↑  Andhra Pradesh Bureau: Visakhapatnam gas leak live updates: Jagan announces Rs. 1 crore relief. In: The Hindu. 7. Mai 2020, ISSN 0971-751X (indisches Englisch, thehindu.com [abgerufen am 7. Mai 2020]).
3. ↑  Gas Leak Kills 13, Injures Hundreds in Visakhapatnam, Andhra Pradesh. In: The Weather Channel. Abgerufen am 8. Mai 2020 (amerikanisches Englisch).
4. ↑  Gas leak at LG Polymers plant in India leaves at least 13 people dead. In: www.cbsnews.com. Abgerufen am 8. Mai 2020 (amerikanisches Englisch).
5. ↑  The Vizag gas leak is the most recent of human disasters with the potential to change our lives forever. In: Business Insider. Abgerufen am 8. Mai 2020 (indisches Englisch).
6. ↑  Visakhapatnam gas leak live updates. In: The Hindu. 7. Mai 2020, abgerufen am 7. Mai 2020.
7. ↑  Visakhapatnam | India. Abgerufen am 24. Juni 2019 (englisch).
8. ↑  Chairman's Message. Archiviert vom Original (nicht mehr online verfügbar) am 31. Oktober 2020; abgerufen am 24. Juni 2019 (amerikanisches Englisch).  Info: Der Archivlink wurde automatisch eingesetzt und noch nicht geprüft. Bitte prüfe Original- und Archivlink gemäß Anleitung und entferne dann diesen Hinweis.

Anantapur |
Chittoor |
Eluru |
Guntur |
Kadapa |
Kakinada |
Kurnool |
Machilipatnam |
Nellore |
Ongole |
Rajamahendravaram |
Srikakulam |
Tirupati |
Vijayawada |
Visakhapatnam |
Vizianagaram